# Chanka
Người Chanka (hoặc Chanca) là một dân tộc ở Peru  vào khoảng năm 1400. Kẻ thù của người Inca, họ chủ yếu tập trung ở Andahuaylas, ngày này là vùng Apurímac. Người Chanka được chia thành 3 nhóm: Hanan Chanka (Upper Chanka), Hurin Chanka (Lower Chanka) và Villca (Hancohuallos). Người Hanan Chankas cứ trú tại trung tâm Andahuaylas, Hurin Chankas ở quận Uranmarca, và Villca ở Vilcas Huamán (tỉnh).
Chankas bao trùm hai nhóm dân tộc với những đặc điểm rõ ràng: Hanan Chankas (hoặc sau này gọi là "vương quốc thung lũng");và Urin Chanka,tự nguyện đầu hàng vào Quechuan Cusco,và không bị phá hủy hoặc bị buộc nhường đất đai(mitmakuna).Hanan Chanka không để lại những đóng góp lớn khác ngoài làng, và phần còn lại của đồ gốm Wari và các công cụ thô sơ đã được tìm thấy.Khu vực này tốt hơn cần nghiên cứu.
Hanan Chankas là một nhóm sắc tộc người ở vùng Ayacucho,Huancavelica, Junin và một phần của Apurimac ở Peru.Họ được cho là có nguồn gốc từ các hồ nước có tên Chullu Qucha và thống nhất các thuộc địa "Choclopus" (hoặc "chocorvos") và Urququcha, cả trong vùng Huancavelica.lãnh thổ ban đầu của họ được nằm giữa Anc Oyaco (Mantaro hiện hành), Pampas và sông Pachachaca, nhánh của sông Apurimac.Họ đã mở rộng đến các "Ancoco ayllu kuna" khu vực có căn cứ chính tại Paucar và sử dụng các Urin Chankas của Andahuaylas như một căn cứ thứ cấp.Họ đã phát triển một nền văn hóa tự chủ và nói một ngôn ngữ được gọi puquina. thủ đô của họ là Waman Karpa ("lều của chim ưng"), trên bờ của hồ Anorí, 35 km từ Andahuaylas, trên bờ sông Pampas.
Các nhà lãnh đạo đã bắt đầu mở rộng các Chankas được gọi là Uscovilca, và mẹ ông đã được ướp với sự tôn kính trong Waman Karpa cho đến khi thời gian của người Inca.

## nguồn gốc
Theo thần thoại khác nhau, người sáng lập của nó là Uscovilca (Người sáng lập của Lurinchanca) và Huancavilca (người sáng lập của Hananmarca hoặc Hanan Chanka).